# U-7 (1935)
U-7 — малая U-boat типа IIB, времён Второй мировой войны. Заказ на постройку был отдан 20 июля 1934 года. Лодка была заложена на верфи судостроительной компании Germaniawerft, Киль 11 марта 1935 года под заводским номером 541. Спущена на воду 29 июня 1935 года. 18 июля 1935 года принята на вооружение и под командованием обер-лейтенанта Курта Фрейвальда вошла в состав Unterseebootsschulflottille.

## История службы
Совершила 6 боевых походов, потопила одно судно (2 694 брт) и невосстановимо повредила ещё одно (1 830 брт). Затонула 18 февраля 1944 года к западу от Пиллау предположительно из-за аварии при погружении.

### Первый поход
24 августа 1939 года U-7 вышла из Нойштадта, и, пройдя через Киль, отправилась в свой первый поход, имея задачей наблюдение за грузовыми перевозками в Каттегате.
26 августа 1939 года прямо в море на лодке были за 7 часов отремонтированы носовые рули.
29 августа 1939 года ненадолго заходила в Киль для дозаправки.
8 сентября 1939 года, закончив поход, окончательно вернулась в Киль.

### Второй поход
18 сентября 1939 года, U-7 отправилась во второй поход с приказом контролировать контрабанду грузов, направляющихся в Британию на нейтральных судах вдоль южного побережья Норвегии. За одиннадцать дней она остановила 10 кораблей и в результате уничтожила два из них.
- В 14:30 22 сентября 1939 года примерно в 15 милях (25 км) к северу от острова Марстен было остановлено пулемётным огнём шедшее без эскорта грузовое судно Akenside  (под командованием Джона Томаса Нельсона). Команда сразу же подала сигнал тревоги и покинула судно на шлюпках. Капитан и 25 членов экипажа были подняты на борт норвежского торпедного катера Storm и летающей лодки с острова Марстен(?) , а затем высажены в Бергене.
- В 7:45 29 сентября 1939 года предупредительными выстрелами из 20-мм пушки было остановлено нейтральное грузовое судно Takstaas (под командованием Кристиана М. Эльтведта) примерно в 10 милях (17 км) от маяка Марстейнен, возле Бергена. После изучения бумаг Хейдель дал 20 минут на то, чтобы команда покинула судно на двух шлюпках, так как обнаружил, что судно следовало в Англию. В 8:55 U-boat выпустила торпеду, попавшую в центр судна по правому борту, и нанесла значительные повреждения. Однако же судно, груженое древесиной, отказалось тонуть и осталось на плаву. Лодка начала описывать круги вокруг судна и расстреливать его из 20-мм пушки, прицеливаясь по ватерлинии, однако вскоре появился норвежский самолёт, вынудивший субмарину погрузиться. Чуть позже шлюпки были отбуксированы в Сунд на Корсфьорде норвежским торпедным катером Storm, а затем своим ходом добрались до Бергена. Через несколько часов поврежденное судно было взято на буксир норвежским буксиром, однако разломилось надвое, и носовая часть затонула. Кормовая часть была-таки отбуксирована к берегу, и бо́льшая часть груза спасена.

3 октября 1939 года U-7 закончила поход, прибыв в Киль.

### Третий, четвёртый и пятый походы
3 марта 1940 года U-7 вышла из Вильгельмсхафена, с приказом патрулировать южное побережье Норвегии на предмет контрабанды, однако в связи с подготовкой к операции «Везерюбунг» была отозвана и 8 марта вернулась в Вильгельмсхафен.
14 марта 1940 года U-7 вновь вышла из Вильгельмсхафена в патрулирование прибрежных вод Дании, однако за проведенное в море время не обнаружила ни одной цели, и 19 марта вновь вернулась в Вильгельмсхафен.
3 апреля 1940 года U-7 покинула Вильгельмсхафен для участия в операции «Везерюбунг», и, совместно с U-10 составила Девятую Группу.
11 апреля 1940 года в рамках операции высадила десантную группу для захвата норвежского маяка Марстейн.
14 апреля 1940 года дозаправилась в Бергене, Норвегия с судна снабжения Carl Peters.
21 апреля по окончании дежурства пришла в Киль.

### Шестой поход
7 мая 1940 года U-7 вышла из Киля в свой шестой и последний поход. Субмарине был дан приказ патрулировать прибрежные воды Нидерландов для поддержки немецкого вторжения в Нижние Земли.
В нескольких безрезультатных атаках U-boat использовала все свои торпеды, и 15 мая 1940 года зашла в Вильгельмсхафен для пополнения боекомплекта и припасов, выйдя в море на следующий день.
17 мая 1940 года в связи с поломкой дизеля была вынуждена прервать дежурство и возвратиться на базу в Киль.

### Судьба
Затонула 18 февраля 1944 года к западу от Пиллау предположительно из-за аварии при погружении, все 29 членов экипажа погибли.

## Командиры
- 18 июля 1935 года — 3 октября 1937 года — обер-лейтенант цур зее (с 1 октября 1935 года капитан-лейтенант) Курт Фрейвальд (нем. Oberleutnant zur See Kurt Freiwald)
- 10 февраля 1938 года — 5 февраля 1939 года — обер-лейтенант цур зее Отто Залман (нем. Oberleutnant zur See Otto Salman)
- 18 декабря 1938 года — 13 октября 1939 года — обер-лейтенант цур зее Вернер Хейдель (нем. Oberleutnant zur See Werner Heidel)
- 31 мая 1939 года — 2 июля 1939 года — обер-лейтенант цур зее Отто Залман (нем. Oberleutnant zur See Otto Salman)
- 2 августа 1939 года — 1 октября 1939 года — обер-лейтенант цур зее Отто Залман (нем. Oberleutnant zur See Otto Salman)
- 14 октября 1939 года — октябрь 1940 года — обер-лейтенант цур зее (с 1 января 1940 года капитан-лейтенант) Карл Шротт (нем. Oberleutnant zur See Karl Schrott)
- 25 октября 1939 года — 13 ноября 1939 года — обер-лейтенант цур зее (с 1 ноября 1939 года капитан-лейтенант) Отто Залман (нем. Oberleutnant zur See Otto Salman)
- октябрь 1940 года — январь 1941 года — обер-лейтенант цур зее Гюнтер Реедер (нем. Oberleutnant zur See Günther Reeder)
- январь 1941 года — февраль 1941 года — обер-лейтенант цур зее Эрнст-Ульрих Брюллер (нем. Oberleutnant zur See Ernst-Ulrich Brüller)
- февраль 1941 года — 29 марта 1941 года — обер-лейтенант цур зее Гюнтер Реедер (нем. Oberleutnant zur See Günther Reeder)
- 30 марта 1941 года — 16 июня 1941 года — обер-лейтенант цур зее Ганс-Гюнтер Кулманн (нем. Oberleutnant zur See Hans-Günther Kuhlmann)
- 17 июня 1941 года — 15 января 1942 года — обер-лейтенант цур зее Хейнрих Шмид (нем. Oberleutnant zur See Heinrich Schmid)
- 16 января 1942 года — 7 октября 1942 года — обер-лейтенант цур зее Зигфрид Койчка (нем. Oberleutnant zur See Siegfried Koitschka) (Кавалер Рыцарского Железного креста)
- сентябрь 1942 года — декабрь 1942 года — лейтенант цур зее Отто Хюбшен (нем. Leutnant zur See Otto Hübschen) (исполняющий обязанности)
- 8 октября 1942 года — январь 1944 года — обер-лейтенант цур зее (с 1 февраля 1944 года обер-лейтенант цур зее) Ганс Шренк (нем. Oberleutnant zur See Hans Schrenk)
- январь 1944 года — 18 февраля 1944 года — обер-лейтенант цур зее Гюнтер Лёшке (нем. Oberleutnant zur See Günther Loeschcke)

## Флотилии
- 1 сентября 1935 года — 31 августа 1939 года — Unterseebootsschulflottille (учебная)
- 1 сентября 1939 года — 30 сентября 1940 года — Unterseebootsschulflottille (боевая служба)
- 1 октября 1940 года — 1 февраля 1940 года — Unterseebootsschulflottille (учебная)
- 1 марта 1940 года — 31 мая 1940 года — Unterseebootsschulflottille (боевая служба)
- 1 июня 1940 года — 30 июня 1940 года — Unterseebootsschulflottille (учебная)
- 1 июля 1940 года — 18 февраля 1944 года — 21-й флотилии (учебная)

## Потопленные суда
| Название | Тип            | Принадлежность | Дата                  | Тоннаж (брт) | Груз           | Судьба   | Место                    |
| -------- | -------------- | -------------- | --------------------- | ------------ | -------------- | -------- | ------------------------ |
| Akenside | грузовое судно | Великобритания | 22 сентября 1939 года | 2 694        | 2000 тонн угля | потоплен | 60°07′ с. ш. 4°37′ в. д. |
| Takstaas | грузовое судно | Норвегия       | 29 сентября 1939 года | 1 830        | пиломатериалы  | потоплен | 60°15′ с. ш. 4°41′ в. д. |